# Дражовце
Дражовце  (словац. Dražovce) є передмістя міста Нітра  в Словаччині, з 1975 є окремим муніципалітетом. Він перебуває під західною частиною гори Зобор (гора) близько 5 км від центру міста Нітра. Найбільш помітною є гірська церква Сан-Мігель від 11-го століття. Протікає річка Добротка.

## Джерело
Перекладено з словацької версії.